# Kalvtjärnen (Åre socken, Jämtland)
Kalvtjärnen är en sjö i Åre kommun i Jämtland och ingår i Indalsälvens huvudavrinningsområde.